# Lega Musulmana del Pakistan (N)
La Lega Musulmana del Pakistan (N) (in inglese: Pakistan Muslim League (N); in urdu: پاکستان مسلم لیگ (ن) ) è un partito politico pakistano di orientamento conservatore e liberale fondato nel 1988 su iniziativa di Nawaz Sharif, da cui la N inclusa nella denominazione del partito.

## Risultati elettorali
| Elezione          | Voti       | %    | Seggi     |
| ----------------- | ---------- | ---- | --------- |
| Parlamentari 1993 | 7.980.229  | 39,9 | 73 / 207  |
| Parlamentari 1997 | 8.751.793  | 45,9 | 137 / 207 |
| Parlamentari 2002 | 2.790.747  | 9,4  | 14 / 272  |
| Parlamentari 2008 | 6.781.445  | 19,6 | 91 / 342  |
| Parlamentari 2013 | 14.874.104 | 32,8 | 166 / 342 |
| Parlamentari 2018 | 12.934.589 | 24,3 | 82 / 342  |